# پلنترسویل (تگزاس)
پلنترسویل، تگزاس(به انگلیسی: Plantersville, Texas) شهری در ایالت تگزاس از ایالات جنوبی ایالات متحده آمریکا است. در سرشماری سال ۲۰۰۰، جمعیت این شهر ۲۱۲ نفر اعلام شد.